# Onthophagus cephalophi
Onthophagus cephalophi là một loài bọ cánh cứng trong họ Bọ hung (Scarabaeidae).